# Stejaru, Prahova
Stejaru este un sat în comuna Brazi din județul Prahova, Muntenia, România.
Vechea denumire a localității era Găvana. În 1831 este menționat cătunul cu numele Găvana în plasa Târgșor, o așezare ce avea în componență 29 de gospodării.

## Istoric
La Stejaru există o biserică din lemn cu hramul „Sf. Treime”, construită în 1834 de marea băneasă Safta Gr. Brâncoveanu, care avea o moșie în acest sat, sau adusă de aceasta de la Răzvad.
În 1872 localitatea este subordonată comunei Negoești, plasa Târgșor. Și în perioada interbelică rămâne în componența comunei Negoești. În 1941, satul Stejaru face parte din comuna Popești, plasa Ploiești, cu 119 gospodării și 488 de locuitori, din care 474 români și 14 de alte naționalități. Din 1950 și până în 1956, satul aparține de comuna Negoiești, raionul Ploiești, iar în 1968 intră în componența comunei Brazi. În prezent, este unul dintre satele comunei Brazi.
 Acest articol despre o localitate din județul Prahova este deocamdată un ciot. Puteți ajuta Wikipedia prin completarea lui.